# 中山アラブ障害特別
中山アラブ障害特別（なかやまアラブしょうがいとくべつ）は、1960年から1965年まで行われた中央競馬の障害の重賞競走である。

## 概要
アラブ系障害競走として1956年から阪神競馬場で施行されたアラブ大障害に次いで、1960年に中山競馬場で距離3550mの競走として創設された。同年に東京競馬場で東京アラブ障害特別が創設され、これで関東と関西でそれぞれ年2回の重賞競走の体系が整った。しかし、アラブ系障害競走の振興にはつながらず、1965年の第6回の競走を最後に他の2重賞とともに廃止された。頭数は1960年を除いて5頭以下で行われ、1962年の競走では3頭の出走馬で施行された。全ての競走で5歳馬が優勝し、また、出走馬に占める牝馬の割合が高く、1965年は出走馬5頭全てが牝馬だった。
1963年までは春季に、1964年からは秋季に行われた。競走条件は1963年までアラブ系5歳(現4歳)以上、1964年以降は同4歳(現3歳)以上。1961、62年は別定競走、その他はハンデキャップ競走として行われた。

## 歴史
- 1960年 - 中山競馬場においてハンデキャップ、距離3550mのアラブ系障害重賞として創設。優勝馬はスマノダイドウの父であるミトタカラ。
- 1961年 - 別定競走に変更される。
- 1963年 - 再びハンデキャップ競走となる。
- 1965年 - 最後の施行となる。距離3630mに変更された。

### 歴代優勝馬
| 回数  | 施行日        | 優勝馬       | 性齢 | 斤量 | タイム | 優勝騎手 | 管理調教師 |
| ----- | ------------- | ------------ | ---- | ---- | ------ | -------- | ---------- |
| 第1回 | 1960年4月24日 | ミトタカラ   | 牡5  | 53   | 4:07.3 | 久恒久夫 | 柴田寛     |
| 第2回 | 1961年7月2日  | シンコウ     | 牡5  | 58   | 4:04.9 | 加賀武見 | 奥平作太郎 |
| 第3回 | 1962年7月8日  | キタノホマレ | 牝5  | 56   | 4:11.6 | 小泉明東 | 尾形藤吉   |
| 第4回 | 1963年6月30日 | ヤマビコ     | 牝5  | 59   | 4:09.3 | 中沢一男 | 柄崎義信   |
| 第5回 | 1964年11月8日 | テンノユウ   | 牝5  | 56   | 4:08.6 | 横山富雄 | 小西喜蔵   |
| 第6回 | 1965年9月26日 | イシリユウ   | 牝5  | 56   | 4:26.2 | 津田昭   | 野平省三   |